# Jełguń
Jełguń (deutsch Gelguhnen) ist eine Dorfwüstung und ein Flurname in der südlichen Woiwodschaft Ermland-Masuren. Sie gehört zur Gmina Stawiguda (Landgemeinde Stabigotten) im Powiat Olsztyński (Kreis Allenstein) im Nordosten Polens. Die Wüstung Jełguń ist heute kaum noch kenntlich.
In Gelguhnen war von 1775er Jahren bis 1888 die einzige Glashütte im Ermland in Betrieb.

## Geographie

### Geographische Lage
Die Wüstung liegt im Westen der Masurischen Seenplatte, die zum Baltischen Höhenrücken gehört. Sie ist 16 Kilometer in  südlicher Richtung von Olsztyn (deutsch Allenstein) entfernt und liegt am Südufer des Gelguhner Sees (polnisch Jezioro Jełguńskie).

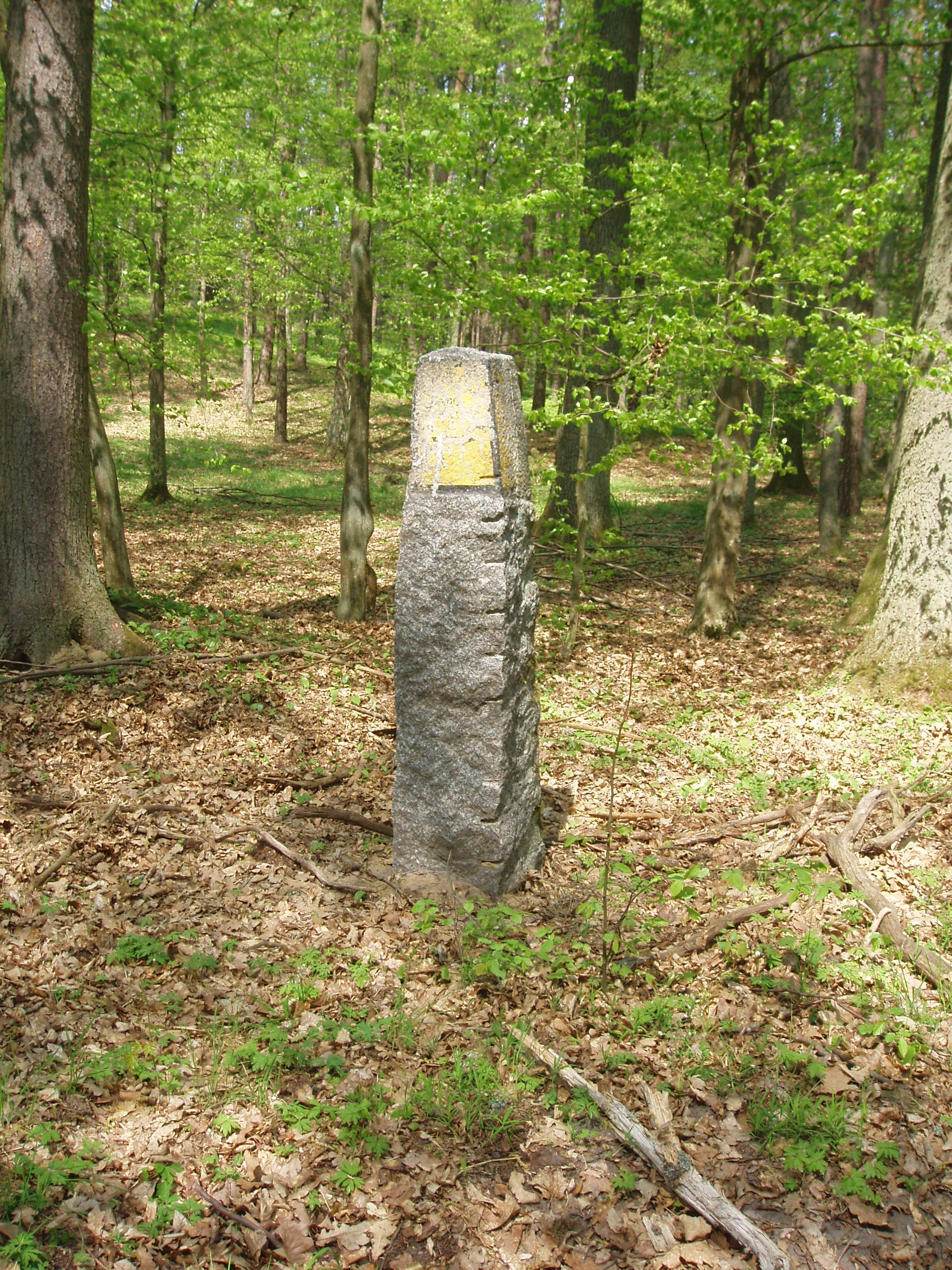
Wegweiser im Las Warminski bei Jełguń

### Geologie
Die Landschaft wurde durch den Eisschild gestaltet und ist eine postglaziale, hügelige, bewaldete  Grundmoräne mit zahlreichen Rinnenseen und Flüssen. Charakteristisch für die Gegend sind zahlreiche Seen, Sümpfe, Teiche sowie Nadel- und Mischwälder. Jełguń liegt im heutigen Naturreservat Las Warmiński („Ermländischer Forst“).

## Geschichte

### Ortsgeschichte
Ursprünglich war diese preußische Landschaft (Gau Barten) von den heidnischen Prußen besiedelt. Im Zuge der Zwangschristianisierung war das Bistum Ermland seit 1243 ein Teil des Deutschordenslandes. Nach dem Zweiten Frieden von Thorn im Jahr 1466 wurde Ermland als autonomes Fürstbistum Ermland der Krone Polens unterstellt. Unweit südlich verlief bis 1772 die Grenze zwischen dem Herzogtum Preußen und dem Fürstbistum Ermland und damit zwischen den Regionen Ermland und Masuren. Mit der ersten Teilung Polens im Jahr 1772 wurde Ermland ein Teil des Königreichs Preußen und später der Provinz Ostpreußen.
Gelguhnen gehörte von 1818 bis 1945 dem Landkreis Allenstein im Regierungsbezirk Allenstein an. Der amtliche Ortsname war ab 1802 „Gellguhn“ und ab 1820 „Gelguhn“. Ab dem Jahr 1905 war Gelguhnen ein Wohnplatz in Forstgutsbezirk Ramuck.
Ende Januar 1945 wurde Gelguhnen von der Roten Armee eingenommen und der sowjetischen Kommendantur unterstellt. Nach Kriegsende kam die Wüstung zur Volksrepublik Polen im Powiat Olsztyński und heißt seither Jełguń.

### Glashütte Gelguhnen

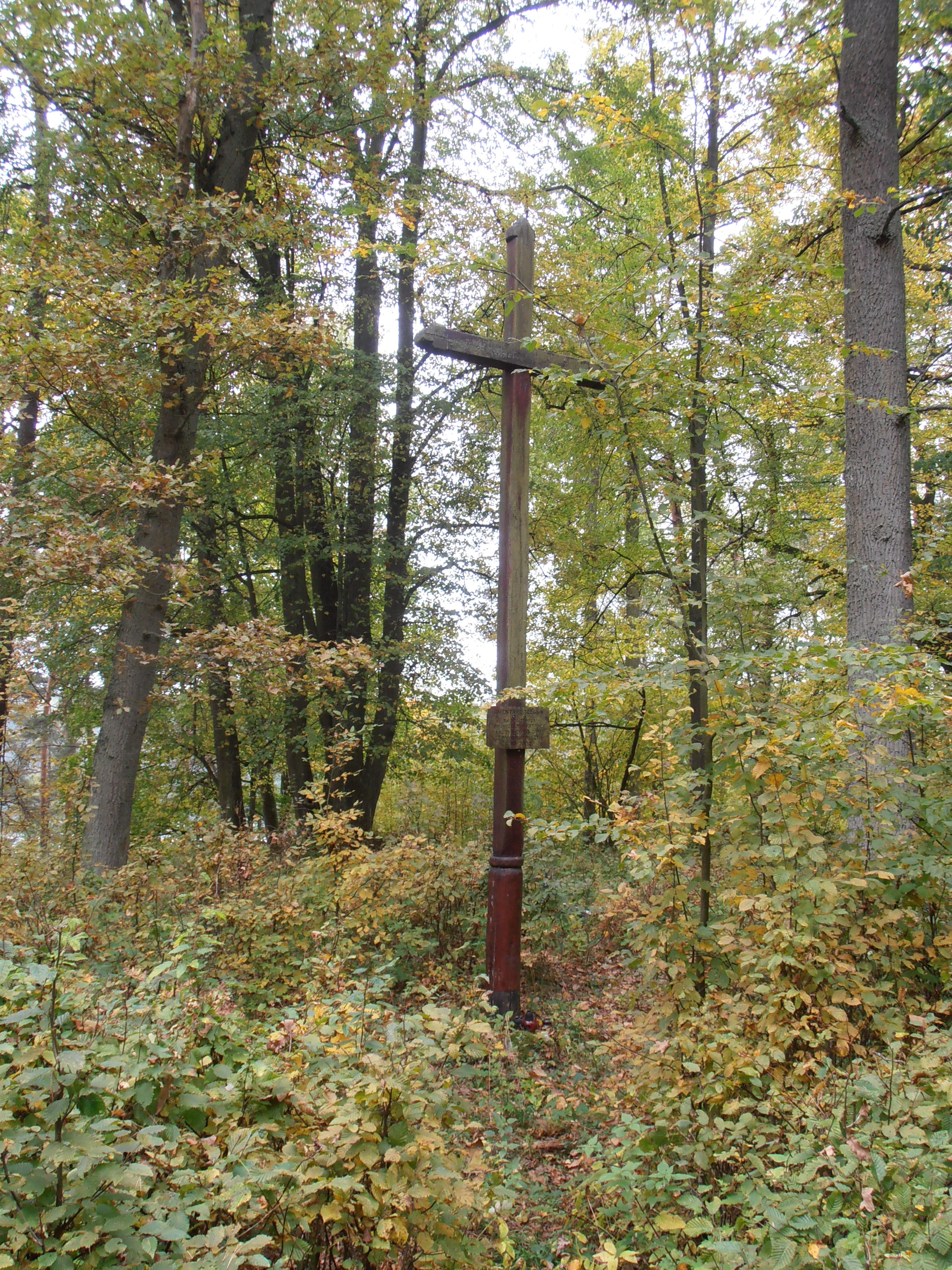
Gedenkkreuz des Friedhofs der ehemaligen Glashütte am Gelguhner See

Die Glashütte wurde Ende der 1775er Jahre am Südufer des Gelguhner See gegründet. Der Holzbedarf für die Glasherstellung war enorm und die Forstbestände wurden stark abgeholzt. Die Holzasche wurde zur Waschlaugenherstellung und bei der Glasproduktion verwendet. Um 100 Kilogramm reiner Pottasche herzustellen, benötigten die Glaser rund 200 Kubikmeter Holz. Weitere 100 Kubikmeter Holz waren notwendig, um die Pottasche mit Quarzsand zu Glas aufzuschmelzen. Dafür wurde bevorzugt die Holzkohle, die Köhler in Kohlenmeilern herstellten, verwendet. Zwei Teile Holzasche mit einem Teil Sand ergab das grüne Waldglas.
1781 wurde die Hütte in Gelguhnen erweitert und fünf Jahre später die Pottaschesiederei modernisiert. Die Pottasche wurde ebenfalls in den benachbarten Ortschaften verkauft, da sie zur Herstellung von Seifen, Farben, Bier und anderen Produkten benötigt wurde. In der Glashütte wurde sowohl Hohlglas (Bier- und Likörflaschen, Wasser-, Einmach- und Bonbongläser) als auch Flachglas (Fensterscheiben und Glasplatten) hergestellt. Die Glaswaren wurden auf Planwagen verladen und auf den Märkten in den Dörfern und Städten im südlichen Ostpreußen verkauft.
Zwischen 1770 und 1788 wuchs die Anzahl der in der Gelguhner Pottaschesiederei beschäftigten Familien von 16 auf 37. Zur Jahrhundertwende 1799/1800 gab es in der Glashütte eine mehrjährige Produktionspause, da die Gebäude im Jahr 1805 zerstört waren. Die napoleonischen Kriege führten zu einem erhöhten Bedarf an Glas und Glasprodukten. Die Glashütte in Gelguhnen war im Jahr 1817 wieder eingerichtet.
Im Jahr 1888 stellte die Glashütte den Betrieb ein. Der Pächter der Wirtschaft Goerke führte seinen Betrieb, in dem Holzversteigerungen und Forstgerichte stattfanden, weiter. Bis 1930 war in Gelguhnen ein Krug und Handelsplatz. Um 1930 wurde die Glashüttengebäude und das Gasthaus abgebrochen. Ab den 1930er Jahren dienten die verbliebenen Gebäude als Wohnungen für Forstarbeiter, nach dem Zweiten Weltkrieg als Hegerhütten.

### Einwohnerentwicklung
- 1817: 011 Feuerstellen; 108 Seelen
- 1857: 254
- 1860: 200
- 1861: 271
- 1874: 223;  mit Ramuck
- 1905: 008
- 1907: 020
- 1913: 015

## Religionen
Die heidnischen Preußen verehrten die baltischen und litauischen Gottheiten. Nach der Zwangschristianisierung durch den Deutschen Ordnen war das Bistum Ermland ab dem Jahr 1243 ein Teil des Deutschordenslandes.
Die Einwohner römisch-katholischer Konfession besuchten früher wie heute die Kirche in Wuttrinen (polnisch Butryny). Die evangelische Kirche wurde 1887/88 in Neu Bartelsdorf (polnisch Nowa Wieś) errichtet.
Diese wird heute für katholische Gottesdienste genutzt. Die evangelischen Einwohner gehören jetzt zum Kirchspiel der Christus-Erlöser-Kirche Olsztyn in der Diözese Masuren der Evangelisch-Augsburgischen Kirche in Polen.

## Verkehr
Die kaum noch wahrnehmbare Ortsstelle von Jełguń liegt an einem Verbindungsweg, der von Ruś ausgeht.

## Persönlichkeiten

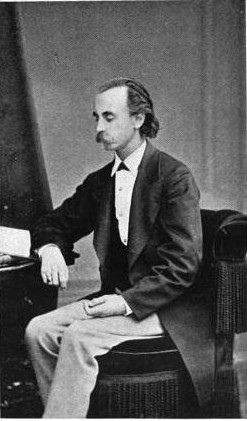
August Manns im Alter von 43 Jahren

- August Manns (1825–1907), Kapellmeister und Dirigent; lebte um 1840 in Gelguhnen.[3]